# Fátima Molina
Fátima Ileana Molina Vargas (Ensenada, 1986. március 9. –) mexikói színésznő és énekesnő.

## Életrajza
A mexikói Alsó-Kalifornia állambeli Ensenadában született, majd Guadalajarába költözött. Pályafutását az iskolai színházban kezdte. Előadóművészetet tanult az Instituto Escena 3-ban, és színházi szerepeket kezdett játszani olyan darabokban, mint a Rent és a Chicago, de csak 2008-ban vált ismertté, amikor részt vett a La Academia 6: Última generación of című valóságshow-ban. A TV Azteca televíziós cégnél indult be a karrierje.

## Filmográfia

### Telenovellák
| Év        | Cím               | Szerep          | Magyar hangja     | TV stúdió |
| --------- | ----------------- | --------------- | ----------------- | --------- |
| 2015      | Miss Dynamite     | Juanita         | –                 | TNT       |
| 2016–2017 | A végzet asszonya | Lidya Corona    | Lamboni Anna      | Telemundo |
| 2017–2018 | Las Malcriadas    | Yuridia Cavarca | -                 | TV Azteca |
| 2021      | A sors keze       | Vera Solís      | Nemes Takách Kata | Televisa  |